# Wally Cox
Wally Cox (6 de diciembre de 1924 - 15 de febrero de 1973) fue un actor y comediante estadounidense, particularmente asociado con los primeros años de la televisión de los Estados Unidos. Así, intervino en diversos programas, entre ellos la serie Mr. Peepers (1952–55), además de actuar como actor de carácter en más de veinte películas. Wally Cox fue la voz del popular personaje de dibujos animados Underdog.

## Primeros años
Su verdadero nombre era Wallace Maynard Cox, y nació en Detroit, Míchigan. Cuando tenía diez años de edad se mudó con su hermana menor y su madre, Eleanor Atkinson, divorciada y escritora de obras de misterio, a Evanston, Illinois, donde hizo buena amistad con un niño del barrio, Marlon Brando. La familia de Cox cambió de domicilio con frecuencia, viviendo en Chicago, Nueva York y, finalmente, de nuevo en Detroit, donde se graduó en la Denby High School.
Durante la Segunda Guerra Mundial Cox y su familia volvieron a la ciudad de Nueva York, donde estudió en el City College of New York. Posteriormente pasó cuatro meses en la Armada y, tras su licenciamiento, estudió en la Universidad de Nueva York. Apoyó económicamente a su madre inválida y a su hermana fabricando y vendiendo alhajas en una pequeña tienda y en fiestas, lugares en los cuales empezó a hacer monólogos cómicos. Estas actuaciones derivaron en interpretaciones regulares en night clubs, entre ellos el Village Vanguard a partir de diciembre de 1948.
Cox fue compañero de cuarto de Marlon Brando, quien le estimuló a estudiar interpretación con Stella Adler. Ambos mantuvieron una estrecha amistad hasta el momento de la muerte de Cox, y Brando intervino sin previo anuncio en el velatorio de su amigo.

## Carrera
En 1949 Cox actuó en el programa radiofónico de la CBS Arthur Godfrey's Talent Scouts. La primera parte de su número era un monólogo hablado en una jerga casi mascullada, hablando a los oyentes de un amigo llamado Dufo. Después cantaba "The Drunkard Song" ("There Is a Tavern in the Town"), imitando en ocasiones el canto a la tirolesa. Su número fue un éxito, y RCA Records grabó un sencillo con él.
Además, Cox actuó en musicales del circuito de Broadway, en night clubs, y en algunos de los primeros programas de variedades televisivos, entre 1949 y 1951, siendo famoso su papel como bienintencionado pero inefectivo policía en Philco Television Playhouse en 1951. El productor Fred Coe le propuso un papel protagonista en una sitcom televisiva, Mr. Peepers, el cual aceptó Cox. El show fue emitido por la NBC durante tres años. En 1959 fue elegido para el papel del título en "The Vincent Eaglewood Story", episodio de la serie de la NBC de género western Wagon Train, con Read Morgan.
Otros papeles fueron: el de héroe en The Adventures of Hiram Holliday, programa basado en los relatos de Paul Gallico; el de participante en el concurso de televisión Hollywood Squares; el del personaje de dibujos animados Underdog, al cual dio voz. Así mismo fue invitado en el concurso What's My Line y en los episodios pilotos de Misión: Imposible y It Takes a Thief. Cox también hizo varias actuaciones en Here's Lucy, The Beverly Hillbillies, y en varios talk shows.
Para el cine hizo papeles como actor de carácter en más de veinte largometrajes, y trabajó frecuentemente como invitado en series televisivas dramáticas, así como en comedias y en shows de variedades de la década de 1960 e inicios de la de 1970. De todos esos papeles destaca el que llevó a cabo en un capítulo de Alias Smith and Jones, una comedia western.
Cox publicó varios libros, entre ellos: Mr. Peepers, una novela creada mediante la adaptación de varios guiones de la serie televisiva; My Life as a Small Boy, una descripción idealizada de su infancia; Ralph Makes Good, una parodia de Horatio Alger, probablemente escrito pensando en una futura película protagonizada por Cox; y un libro infantil, The Tenth Life of Osiris Oakes.

## Vida personal
En los años sesenta y setenta Cox se encontraba frustrado por su encasillamiento como un remilgado y educado ratón de biblioteca (u ornitólogo, o contable), y protestaba en vano ante la prensa diciendo que él no tenía nada que ver con Peepers. Además, era físicamente bastante robusto, era excursionista y le gustaba conducir motocicletas. En sus últimos años, Cox a veces mostraba una personalidad sarcástica y malhumorada, y en 1976, en una entrega de The Tonight Show Starring Johnny Carson, el actor Robert Blake hablaba de cuánto echaba de menos a su buen amigo Cox, a quien describía como un aventurero atlético.
Cox se casó en tres ocasiones, con Marilyn Gennaro, Milagros Tirado, y Patricia Tiernan. El 15 de febrero de 1973 Wally Cox falleció a causa de un infarto agudo de miocardio en su domicilio en Los Ángeles, California, con rumores no probados de haber tomado una sobredosis de barbitúricos. Según la autopsia, Cox falleció por una oclusión coronaria. Las primeras noticias explicaron que el actor no deseaba que se hiciera un funeral, y que quería ser incinerado y sus cenizas esparcidas en el mar. Una crónica posterior indicaba que sus cenizas se mezclaron con las de Brando y que fueron esparcidas en el Valle de la Muerte, en California.